# Liste der Staatsoberhäupter 290
Übersicht
◄◄ | ◄ | 286 | 287 | 288 | 289 | Liste der Staatsoberhäupter 290 | 291 | 292 | 293 | 294 | ► | ►►

Weitere Ereignisse

## Afrika
- Aksumitisches Reich
  - König: Endubis (ca. 270–ca. 300)

- Römisches Reich
  - Provincia Romana Aegyptus
    - Präfekt: Gaius Valerius Pompeianus (287–290)
    - Präfekt: Titius Honoratus (290–292)

## Asien
- Armenien
  - sassanidischer Statthalter: Narseh (270–293)

- China
  - Kaiser: Jin Wudi (265–290)
  - Kaiser: Jin Huidi (290–306)

- Iberien (Kartlien)
  - König: Mirian III. (284–361)

- Indien
  - Vakataka
    - König: Pravarasena I. (284–344)

- Japan (Legendäre Kaiser)
  - Kaiser: Ōjin (270–310)

- Korea
  - Baekje
    - König: Chaekgye (286–298)

  - Gaya
    - König: Mapum (259–291)

  - Goguryeo
    - König: Seocheon (270–292)

  - Silla
    - König: Yurye (284–298)

- Sassanidenreich
  - Schah (Großkönig): Bahram II. (276–293)

## Europa
- Bosporanisches Reich
  - König: Thothorses (285/286–308/309)

- Römisches Reich
  - Kaiser: Diokletian (284–305)
    - Konsul: Diokletian (290)
    - Konsul: Maximian (290)